# Maria Sara Johanna Sartorius

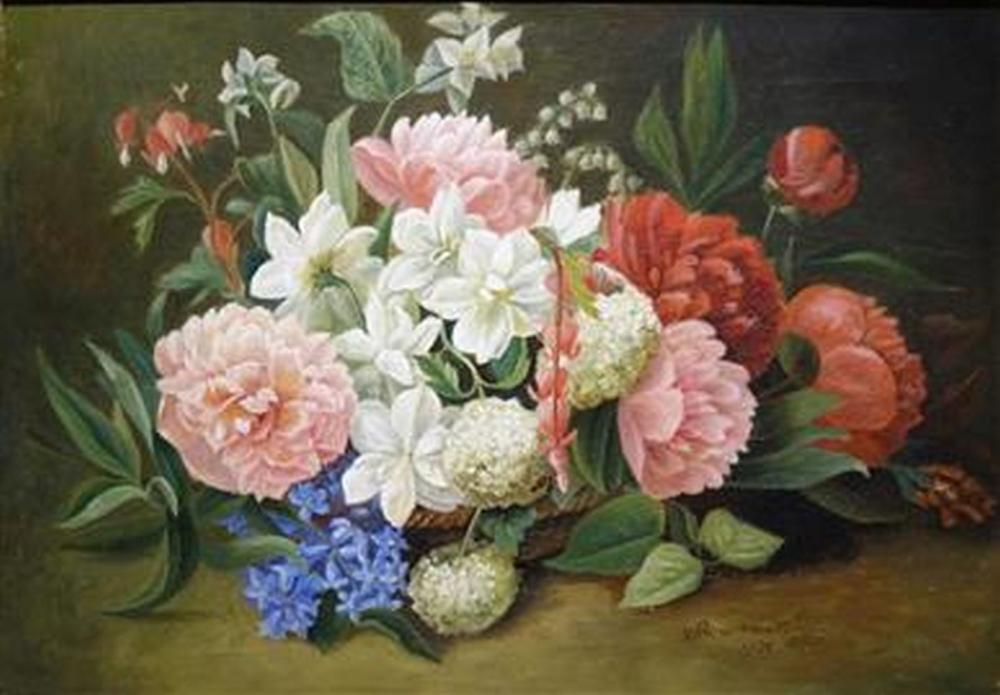
Blumenstillleben

Maria Sara Johanna Sartorius (* 23. Mai 1836 in Amsterdam; † 23. April 1913 in Putten (Gelderland)) war eine niederländische Blumen- und Genremalerin.
Sie war Schülerin und später Ehefrau des Malers Hendrik Adriaan Christiaan Dekker.
Sie lebte und arbeitete in Amsterdam, verbrachte aber ihr letztes Jahr in Putten in der Provinz Gelderland.
Sie schuf Blumenstillleben und Genreszenen, meist im Aquarell.
Am 20. November 1893 wurde sie mit der Medaille erster Klasse von der Académie Contemporaine in Paris ausgezeichnet.
Von 1868 bis 1903 zeigte sie ihre Werke auf den Ausstellungen in Amsterdam, Rotterdam und Den Haag.